# 機動戰士GUNDAM 逆襲的夏亞
《机动战士高达 逆袭的夏亚》（日语：機動戦士ガンダム 逆襲のシャア）是一部1988年上映的日本科幻动画电影，由富野由悠季执导和编剧。该片设定在高达系列的宇宙世纪时间线中。该片由池田秀一、古谷彻、铃置洋孝、川村万梨阿、佐佐木望、山寺宏一等人共同演绎，主要讲述夏亚·阿兹纳布尔企图通过将名为“阿克西斯”的小行星推向地球，实施对地球的种族灭绝。因此，夏亚的地球联邦对手阿姆罗·雷试图在战斗中击败他，并避免屠杀的发生。
除了是首部原创的高达剧场版外，《逆袭的夏亚》还是第一部在一场镜头中使用计算机图形技术的高达作品，该场景展示了在太空中旋转的殖民地“甘泉”。这部电影基于富野原作的小说《High-Streamer》改编，但由于在对主角阿姆罗·雷的处理上与影片制作方日升制作社存在分歧，电影剧本走向有所修改。《逆袭的夏亚》于1988年3月12日在日本首映，2002年8月20日在美国以DVD形式发行，并于2003年1月4日在卡通网络的Adult Swim节目中播出。
电影上映后，日本票房收入达到11.6亿日元。尽管一些评论家认为该片有些从电视系列中再利用，但该片因其制作价值和两位主角之间的竞争而受到赞扬。导演富野由悠季也在回顾中对自己执导的这部电影表示了疑虑。尽管如此，富野仍撰写了另一部名为《贝托蒂嘉的子嗣》的小说，更加关注阿姆罗的个人生活，并被改编成了漫画系列。

## 概要
《机动战士高达 逆袭的夏亚》是1988年3月12日在松竹系列电影院首映的高达系列动画电影，导演是富野由悠季。简称为英文标题的首字母缩写“CCA”，或者称为“逆夏”等。本作以《机动战士高达》14年后的宇宙世纪0093年为背景，描绘了高达系列最主要两位人物阿姆罗·雷和夏亚·阿兹纳布尔的最后一战。
公映时的宣传口号是“宇宙世纪0093 你现在，看到终局的泪水…”（宇宙世紀0093 君はいま、終局の涙を見る…）。随本片同时上映的是《机动战士SD高达》。发行收入为62亿日元，票房收入为113亿日元，观众人数为103万人。
2019年9月13日作为机动战士高达40周年项目的“高达影像新体验TOUR”中以4DX方式上映，并于2021年4月2日作为该『TOUR』的「FINAL」，在全国7家Dolby Cinema（杜比影院）上映。

## 故事

### 背景
宇宙世纪0093年。自前次格里普斯战役以来失踪的前吉翁公国王牌驾驶员，吉翁共和国创始人吉翁·兹姆·戴肯之子夏亚·阿兹纳布尔（原名卡斯巴尔·雷姆·戴肯），在经历了众多战斗后，仍然对继续控制地球移民的地球联邦政府保持不变的态度感到不满，于是率领新吉翁组织发动了反叛行动。

### 正片
新吉翁计划将小行星月神5号撞击到地球联邦政府位于西藏拉萨的基地。尽管前吉翁的宿敌、包括阿姆罗·雷在内的联邦军外围部队隆德·贝尔努力奋战，但他们还是未能阻止月神5号的落下。
新吉翁秘密地与地球政府高官，如阿德纳瓦·帕拉亚等进行秘密交易，并在太空殖民地朗德尼昂达成了停战协议。尽管地球联邦安心于停战，但与此同时，夏亚却再次开始了以将通过这场交易获得的小行星阿克西斯撞击地球为目标的行动。
意识到协议是假的隆德·贝尔准备了核导弹，在新吉翁试图将阿克西斯撞击地球的行动中打响了战火。阿姆罗驾驶着他亲自参与开发的新型机动战士ν高达，旨在与夏亚决一死战。与此同时，虽然核导弹袭击被挫败，但隆德·贝尔的计划似乎成功了，他们从阿克西斯内部引爆炸弹以改变其落下轨道，但阿克西斯的一部分已经被地球的引力所牵引。在巨大的岩块即将撞击地球的时候，阿姆罗战胜了夏亚，并抓住了机动战士萨扎比中逃脱出来的夏亚。在试图用单架ν高达将阿克西斯推回时，阿姆罗、夏亚和人们的心意以及高达上搭载的精神感应框架产生了共鸣，化为耀眼的光芒，使阿克西斯的落下轨道远离了地球。

## 制作
| 企畫、制作         | SUNRISE                                                         |
| 原案               | 矢立肇                                                          |
| 原作、總監督、腳本 | 富野由悠季                                                      |
| 角色設定           | 北爪宏幸                                                        |
| MS設定             | 出渕裕                                                          |
| 機械設定           | GAINAX（庵野秀明、增尾昭一）、佐山善則                          |
| 作畫監督           | 稲野義信、北爪宏幸、南伸一郎、 、大森英敏、小田川幹雄、仙波隆綱 |
| 美術監督           | 池田繁美                                                        |
| 撮影監督           | 古林一太、奥井敦                                                |
| 音響監督           | 藤野貞義                                                        |
| 音樂               | 三枝成彰                                                        |

本片制作时期，CG处理技术尚不成熟且十分昂贵，因此被用于处理那些仅靠手绘很难准确绘制的场景，比如旋转的太空殖民地。本片中，该技术被用于绘制SIDE 1的太空殖民地“朗德尼昂”和“甘泉”。但并不仅仅是一个CG绘画，而是由美术指导绘制的CG模型。在与Toyo Links的CG制作人浅野秀二的会议上，本片导演富野由悠季表示1987年的CG技术要达到手绘动画质量的境界尚需时间和大量预算。为了尽可能有效地使用CG，决定绘制一个需要巨大而细节细致，并具有景深运动和旋转的太空殖民地。太空殖民地的制作始于将CG与当前手绘动画表达相匹配的前提，但负责CG设计的中野英树在展现太空殖民地的巨大性方面遇到了困难，在剧院中观众可以看到在监视器屏幕上不会注意到的部分。为了应对这一困境，制作组在监视器屏幕上检查完成的CG后，又将其投影到放映屏上以确认细微差异。为此，制作组花费了三个月的时间来完成一个半分钟的场景。此外，由于这项工作是将CG插入到早期完成的美术背景中的工作，因此需要与美术团队进行深入的讨论。

### 角色塑造
对于本作中新登场的角色，导演富野由悠季实际上听取了80多人的试音带，并进行了筛选。最终，导演与从首部《高达》开始就参与演出的配音演员们一起，于1988年1月22日至24日的三天里，在日本桥浜松町的东京电视中心101AR工作室进行了录音。但实际上由于预算和片酬等限制，录音时长有限，且配音演员中有不少的表演也较为相似，导致不少新角色的配音与以往作品中的角色重合。
| 角色            | 日语配音   | 人物特质                                                                  |
| --------------- | ---------- | ------------------------------------------------------------------------- |
| 阿姆羅·雷       | 古谷徹     | 夏亚的死敌，隆德·贝尔部队的机动战士小队队长。                             |
| 布萊特·諾亞     | 鈴置洋孝   | 隆德·贝尔部队的指挥官，在没有后援的情况下孤军面对计划推落陨石的新吉翁军。 |
| 哈薩威·諾亞     | 佐佐木望   | 布莱德·诺亚的儿子。                                                       |
| 夏亞·阿茲納布爾 | 池田秀一   | 新吉翁的统帅。                                                            |
| 娜奈·米格爾     | 榊原良子   | 新吉翁军大尉，战术指挥官，也是夏亚的女友。                                |
| 葵丝·帕拉雅     | 川村万梨阿 | 作为一名新人类，她有着机动战士驾驶员的天赋，但敏感而情绪不稳定。          |
| 裘尼·卡斯       | 山寺宏一   | 夏亚手下之一，作为新人类研究所培养的强化人，具有较为稳定的精神状态。      |

## 音乐
自《Z高达》以来已经连续参与三部高达系列音乐制作的三枝成章表示“在没有明确是非对错的高达世界里，要创作出易于理解的旋律是很困难的。”尽管如此，在这部作品中他依然尝试创作易懂的旋律并努力确立清晰的主题曲调。此外，夏亚·阿兹纳布尔的音乐被设计成了后浪漫主义学派晚期的理查德·瓦格纳的卫道者路德维希二世有关的形象，这一方式更像是创作一部高难度的交响乐而不是动画片的音乐。
就音乐而言，制作方的工作人员也给予了很高的评价。负责机动战士设计的出渕裕表示：“音乐在很大程度上帮助了我们。”负责角色设计的北爪宏幸也认为，包括片尾曲《BEYOND THE TIME（超越轮回的宇宙）》在内，整体上有很多令人振奋的曲目。特别是在倩恩·阿季牺牲后播放的配乐《宿命》的氛围相当出色。

## 公映和推广
本片于1988年3月12日在日本首映。

### 香港
1991年7月，《機動戰士高達F91》在香港戲院上映前，發行商安樂影視有限公司在香港會議展覽中心及香港科學館舉辦了動畫影展《'91日本動畫群英會》，《F91》、本片（定名為《機動戰士高達 馬沙之反擊》）、《機動戰士高達》劇場版三部曲均為選映作品。同年約12月安樂公司發行了本片的影帶。

### Road to U.C.0105
为了给即将上映的电影《机动战士高达 闪光的哈萨维》做宣傳，2021年元旦，机动战士高达系列官方YouTube频道“GUNDAM Channel”发起了名为“Road to U.C.0105”的冲击105万订阅人数的活动。活动以UC世纪各部作品发生的年代为目标，当订阅人数超过某一作品发生年份的1万倍数时，就会在频道上架相应作品24小时。

### 上海国际电影节
2021年5月18日，第24届上海国际电影节主办方公布的展映电影名单中，出现了8部高达系列电影作品，除了《机动战士高达》剧场版三部曲、《机动战士Z高达》剧场版三部曲以及电影《机动战士高达 闪光的哈萨维》第一部之外，也包括了本片，确认了影片的首次正式引进中国大陆放映。

## 评价
动画新闻网的艾伦·迪弗斯（Allen Divers）认为，阿姆罗和夏亚的最终决斗是《逆袭的夏亚》中最重要的部分，而他们之间的竞争关系没有得到解决，使得这部电影缺乏了成就感。THEM动画评论的卡洛·罗斯（Carlo Ross）认为，虽然阿姆罗被夏亚的角色光环所掩盖，但他仍然是一个“真诚、善意和英勇的角色”。另一方面，J·多伊尔·沃利斯（J. Doyle Wallis）批评了电影中两人之间的竞争，认为这只是对电视动画《0079》中各关键事件的简单“重演”。在之后的评论中，动画新闻网批评了葵丝·帕拉亚在片中几乎成为观众替代品的处理方式，因为她大部分的银幕时间都不如主角们的戏份有趣，而且使得夏亚在使用像她这样的儿童兵时变得更加让人讨厌。动画UK新闻并不认为这部电影有趣，而是因为结束了阿姆罗和夏亚的长篇故事而感到悲伤。此外还认为尽管是该系列的著名角色之一，但有关布莱德·诺亚的副情节在这个本片中显得不那么重要。FandomPost发现夏亚的反派特征与他在《Z高达》中的英雄形象不符，此外也批评了本片对葵丝的处理方式。
Animerica欣赏两位主角之间持续的竞争，尽管在《Z高达》中，两人已经放弃了这种竞争，转而选择了友谊，但在动漫迷中，他们仍然是非常具有代表性的角色。该杂志还赞扬了本作的制作价值，称赞了出渕裕有幸创作了片中阿姆罗的全新机动战士ν高达，这一全新的设计与以往的作品中登场的机动战士形成了鲜明对比。此外还赞扬了外包给Gainax工作室设计的几款新型机动装甲和舰船。2017年时，动画新闻网发现尤其是在蓝光发行时，该片的动画非常吸引人，尽管有时会出现一些痕迹以显示出动画师在制作本片时所遇到的困难。FandomPost认为，动画是该片最大的优势，因为本片的动画更聚焦于关键帧的处理。

## 脚注

## 外部連結
- サンライズ公式Web （页面存档备份，存于）（日語）
- 機動戦士ガンダム 逆襲のシャア 特集ページ （页面存档备份，存于）（日語）
- 機動戦士ガンダム 逆襲のシャア 公式web （页面存档备份，存于）（日語）
- 機動戦士ガンダム 逆襲のシャア 松竹 （页面存档备份，存于）（日語）
- 機動戦士ガンダム 逆襲のシャア - allcinema（日語）
- 機動戦士ガンダム 逆襲のシャア - KINENOTE（日語）
- AllMovie上《Mobile Suit Gundam Char's Counterattack》的资料（英文）
- 互联网电影数据库（IMDb）上《Mobile Suit Gundam Char's Counterattack》的资料（英文）